# Victory Road 2017 (settembre)
Victory Road 2017 è stata la dodicesima edizione dell'evento e la prima e unica da quando la federazione TNA è diventata Global Force Wrestling.
L'evento si è svolto il 20 agosto 2017 nell'Impact Zone di Orlando, Florida ed è stato trasmesso il 28 settembre 2017.
Questo evento è stato trasmesso in una puntata di Impact.

## Risultati
| # | Risultati | Stipulazioni                                                  | Durata |
| - | --- | ------------------------------------------------------------- | ------ |
| 1 | Trevor Lee (c) (con Caleb Konley) ha sconfitto Petey Williams                                                          | Single match per il titolo GFW X Division Championship        | 08:17  |
| 2 | Sienna, Taryn Terrell e Taya Valkyrie hanno sconfitto Allie, Gail Kim e Rosemary                                       | Six-woman tag team match                                      | 09:31  |
| 3 | oVe (Dave Crist e Jake Crist) hanno sconfitto The Latin American Xchange (Ortiz e Santana) (c) (con Konnan e Diamanté) | Tag team match per il titolo GFW World Tag Team Championship  | 12:04  |
| 4 | Eli Drake (c) ha sconfitto Johnny Impact                                                                               | Single match per il titolo GFW World Heavyweight Championship | 25:27  |
|   | (c) è riferito al campione in carica al momento dell'inizio del match.                                                 |                                                               |        |